# A kezelés (film, 2012)
A kezelés (eredeti cím: The Sessions, korábban The Surrogate) 2012-ben bemutatott amerikai erotikus filmvígjáték-dráma, melyet Ben Lewin írt és rendezett. A történet alapjául Mark O’Brien költő On Seeing a Sex Surrogate című 1990-es cikke szolgált. O’Brien járványos gyermekbénulás miatt gyermekkora óta nyaktól lefelé lebénultan élte életét, ezért Cheryl Cohen-Greene pótpartnert bérelte fel szüzessége elvesztéséhez. A főbb szerepekben John Hawkes és Helen Hunt látható.
Világpremierjére a 2012-es Sundance Filmfesztiválon került sor. Az amerikai mozikban a Fox Searchlight Pictures mutatta be 2012. október 19-én. A film kritikai fogadtatása nagyon pozitív volt, főként a két főszereplő alakításait méltatták. Hunt a 85. Oscar-gálán jelölést kapott legjobb női mellékszereplő kategóriában.

## Cselekmény
1988-ban a kaliforniai Berkeley a 38 éves Mark O'Brien költő vastüdőhöz kötve éli életét, miután gyermekkorában járványos gyermekbénulást kapott és nyaktól lefelé lebénult. Állapota miatt sosem volt szexuális kapcsolata. Megpróbálja eljegyezni ápolónőjét, Amandát, de ő visszautasítja. Mark úgy érzi, nincs már sok ideje hátra, ezért mindenképpen el akarja veszíteni szüzességét. Megbeszéli problémáját papjával, Brendan atyával, ezután kapcsolatba lép Cheryl Cohen-Greene hivatásos pótpartnerrel. Cheryl szerint csupán hat kezelésre lesz szükségük. A kezelések során hamarosan nyilvánvalóvá válik, hogy kezdenek egymásba szeretni. Ezt Cheryl férje féltékenyen veszi tudomásul és Mark szerelmes versét elrejti felesége elől, ám ő később megtalálja. Néhány próbálkozás után Mark és Cheryl képes lesz kölcsönösen kielégítő módon szeretkezni, de kölcsönös romantikus érzéseik miatt nem találkoznak többé.
Mark otthonában áramszünet lesz, emiatt a vastüdő leáll és a férfit kórházba kell vinni. Ő túléli az incidenst és lábadozás közben megismer egy Susan Fernbach nevű fiatal nőt. A film végén Mark 1999-es temetése látható, melyen mind a négy nő részt vesz, aki valaha is fontos volt számára, köztük Cheryl is. Brendan búcsúbeszédet mond, Susan pedig felolvassa a verset, amit Mark korábban Cherylnek küldött.

## Szereplők
| Színész         | Szerep              | Magyar hang      |
| --------------- | ------------------- | ---------------- |
| John Hawkes     | Mark O'Brien        | Görög László     |
| Helen Hunt      | Cheryl Cohen-Greene | Kubik Anna       |
| William H. Macy | Brendan atya        | Gyabronka József |
| Moon Bloodgood  | Vera                | Bata Éva         |
| Annika Marks    | Amanda              |                  |
| Adam Arkin      | Josh                | Rosta Sándor     |
| Rhea Perlman    | mikve hölgy         | Pálos Zsuzsa     |
| W. Earl Brown   | Rod                 | Törköly Levente  |
| Robin Weigert   | Susan Fernbach      | Tóth Ildikó      |
| Blake Lindsley  | Dr. Laura White     | Kocsis Mariann   |
| Ming Lo         | ügyintéző           |                  |
| Rusty Schwimmer | Joan                |                  |

## Fogadtatás

### Bevételi adatok
A film az amerikai mozikban 6 002 451, nemzetközileg pedig 4 653 704 dolláros bevételt szerzett, összbevétele így 10 656 155 dollár lett.

### Kritikai visszhang
A kezelés a 2012-es Sundance Filmfesztivál egyik legnagyobb sikert arató filmje lett. Kétszer is hosszas álló ovációval jutalmazták a nézők, egyszer magát a filmet, illetve egyszer külön John Hawkes színészt. A fesztiválon a filmkritikusok a „közvetlen, élvezetes és könnyed” szavakkal dicsérték a művet.
A Rotten Tomatoes weboldalon a film 204 kritika alapján 91%-os értékelésen áll. Az oldal összegzése szerint a film „gyengéd, vicces és megindító – sztárjai megmutathatják benne színészi tehetségüket és azt is bebizonyítja, hogy Hollywood képes érett filmet készíteni a szexről”.

### Fontosabb díjak és jelölések
| Díj                     | Kategória                                   | Jelölt      | Eredmény | Ref.   |
| ----------------------- | ------------------------------------------- | ----------- | -------- | ------ |
| Oscar-díj               | legjobb női mellékszereplő                  | Helen Hunt  | Jelölve  | [ 10 ] |
| BAFTA-díj               | legjobb női mellékszereplő                  | Helen Hunt  | Jelölve  | [ 11 ] |
| Golden Globe-díj        | legjobb férfi főszereplő (filmdráma)        | John Hawkes | Jelölve  | [ 12 ] |
| Golden Globe-díj        | legjobb női mellékszereplő                  | Helen Hunt  | Jelölve  | [ 12 ] |
| Screen Actors Guild-díj | Legjobb férfi főszereplő (mozifilm)         | John Hawkes | Jelölve  | [ 13 ] |
| Screen Actors Guild-díj | legjobb női mellékszereplő                  | Helen Hunt  | Jelölve  | [ 13 ] |
| Sundance Filmfesztivál  | közönségdíj (filmdráma)                     | Ben Lewin   | Elnyerte | [ 14 ] |
| Sundance Filmfesztivál  | zsűri különdíja – szereplőgárda (filmdráma) | –           | Elnyerte | [ 14 ] |
| Sundance Filmfesztivál  | zsűri különdíja (filmdráma)                 | Ben Lewin   | Jelölve  | [ 14 ] |

## Fordítás
- Ez a szócikk részben vagy egészben  a   The Sessions (2012 film) című angol Wikipédia-szócikk fordításán alapul.  Az eredeti cikk szerkesztőit annak laptörténete sorolja fel. Ez a jelzés csupán a megfogalmazás eredetét és a szerzői jogokat jelzi, nem szolgál a cikkben szereplő információk forrásmegjelöléseként.
- Ez a szócikk részben vagy egészben  a   List of accolades received by The Sessions című angol Wikipédia-szócikk fordításán alapul.  Az eredeti cikk szerkesztőit annak laptörténete sorolja fel. Ez a jelzés csupán a megfogalmazás eredetét és a szerzői jogokat jelzi, nem szolgál a cikkben szereplő információk forrásmegjelöléseként.